# Заслуженный метролог Российской Федерации
Почётное звание «Заслуженный метролог Российской Федерации» исключено из государственной наградной системы Российской Федерации.

## Основания для присвоения
Почётное звание «Заслуженный метролог Российской Федерации» присваивалось высокопрофессиональным инженерно-техническим работникам, учёным, рабочим, военнослужащим за заслуги в развитии метрологии и метрологической службы, повышении эффективности применения более точных и надёжных средств измерений, за разработку и внедрение новых методов и средств метрологического обслуживания, создание и эксплуатацию государственных и рабочих эталонов, организацию и проведение международных работ по обеспечению взаимного признания результатов измерений и работающим в области метрологии 15 и более лет.

## Порядок присвоения
Почётные звания Российской Федерации присваиваются указами Президента Российской Федерации на основании представлений, внесенных ему по результатам рассмотрения ходатайства о награждении и предложения Комиссии при Президенте Российской Федерации по государственным наградам.

## История звания
Почётное звание «Заслуженный метролог Российской Федерации» установлено Указом Президента Российской Федерации от 30 декабря 1995 года № 1341 «Об установлении почётных званий Российской Федерации, утверждении положений о почётных званиях и описания нагрудного знака к почётным званиям Российской Федерации». Тем же указом утверждено Положение о почётном звании.
Почётное звание «Заслуженный метролог Российской Федерации» упразднено Указом Президента Российской Федерации от 7 сентября 2010 года № 1099 «О мерах по совершенствованию государственной наградной системы Российской Федерации».

## Нагрудный знак
Нагрудный знак имеет единую для почётных званий Российской Федерации форму и изготавливается из серебра высотой 40 мм и шириной 30 мм. Он имеет форму овального венка, образуемого лавровой и дубовой ветвями. Перекрещенные внизу концы ветвей перевязаны бантом. На верхней части венка располагается Государственный герб Российской Федерации. На лицевой стороне, в центральной части, на венок наложен картуш с надписью — наименованием почётного звания.
На оборотной стороне имеется булавка для прикрепления нагрудного знака к одежде. Нагрудный знак носится на правой стороне груди.